# Åmseleheden
Åmseleheden är ett naturreservat i Vindelns kommun i Västerbottens län.
Området är naturskyddat sedan 2010 och är 43 hektar stort. Reservatet ligger i en sluttning väster om Vindelälven och består av sandtallskog.